# Pseudococcus eriocerei
Pseudococcus eriocerei är en insektsart som beskrevs av Williams 1973. Pseudococcus eriocerei ingår i släktet Pseudococcus och familjen ullsköldlöss. Inga underarter finns listade i Catalogue of Life.